# Franz Stimpfl
Franz Stimpfl (* 30. Juli 1918 in Knittelfeld; † 20. Juli 2003 in Villach) war ein österreichischer Schriftsteller.

## Leben
Franz Stimpfl war Kriminalbeamter und verfasste Lyrik, Hörspiele, Prosa, Theaterstücke und Kärntnerlieder. Er war in der Sprach- und Dialektforschung aktiv. Er war Mitglied vom Polizeichor Villach.

## Auszeichnungen
- Kulturpreis der Stadt Villach

## Publikationen
- Auf'n Hadrachberg. Gedichte in Kärntner Mundart. mit Illustrationen von Franz Korger, Lebendige Heimat Band 2, Stiasny, Graz 1955.
- Dö Achnarleut. A Karntnar Bergalöbm. Lebendige Heimat Band 8, Stiasny, Graz 1957.
- Dar Pfluag. Gedichte in Kärntner Mundart. Europäischer Verlag, Wien 1963.
- Blüah untarn Gwölb. Gedichte in Kärntner Mundart. Lebendiges Wort Band 31, Verlag Welsermühl, Wels 1965.
- De Orgl im Wind. 6 Gedichtzyklen in Kärntner Mundart. mit Holzschnitten von Hans Piccotini, Eigenverlag, Villach 1996.
- unta dar haut. neue mundart-texte aus kärnten. Jugend und Volk Verlagsgesellschaft, Wien 1972, ISBN 3-7141-6685-8.
- Und ziehen fort. Gedichte. Kärntner Druck- und Verlags-Gesellschaft, Klagenfurt 1986, ISBN 3-85391-060-2.
- Die vargittate Sunn. Dialekt-Gschichtn. Heyn, Klagenfurt 1986, ISBN 3-85366-494-6.
- mit Stefan Gerdej: Bist du nit bei mir? Neue Kärntnerlieder für gemischten Gesang. Chor-Partitur, Stimpfl u. Gerdej, Villach 1986.
- A Mensch draht sih um. anigs mitn Dialekt gschriibn. Heyn, Klagenfurt 1993, ISBN 3-85366-739-2.
- Die andere Nähe - wortweit. Gedichte, Texte, Kurzprosa, Szenen und Essays. Mohorjeva, Celovec 2002, ISBN 3-85013-942-5.